# Lordelo (Paredes)
Lordelo és una freguesia portuguesa del municipi de Paredes, amb 9,25 km² d'àrea i 10.025 habitants (en el cens del 2011). La densitat de població n'és de 1.083,8 hab./km². Va ser elevada a vila el 28 de juny de 1984 i a ciutat el 26 d'agost de 2003; tot i que una de les propostes incloïa l'alteració de la seua designació per "Sâo Salvador de Lordelo", el text final de la Llei 73/2003 manté la designació Lordelo per a la nova ciutat.

## Població
| Població de la freguesia de Lordelo | Població de la freguesia de Lordelo | Població de la freguesia de Lordelo | Població de la freguesia de Lordelo | Població de la freguesia de Lordelo | Població de la freguesia de Lordelo | Població de la freguesia de Lordelo | Població de la freguesia de Lordelo | Població de la freguesia de Lordelo | Població de la freguesia de Lordelo | Població de la freguesia de Lordelo | Població de la freguesia de Lordelo | Població de la freguesia de Lordelo | Població de la freguesia de Lordelo | Població de la freguesia de Lordelo |
| ----------------------------------- | ----------------------------------- | ----------------------------------- | ----------------------------------- | ----------------------------------- | ----------------------------------- | ----------------------------------- | ----------------------------------- | ----------------------------------- | ----------------------------------- | ----------------------------------- | ----------------------------------- | ----------------------------------- | ----------------------------------- | ----------------------------------- |
| 1864                                | 1878                                | 1890                                | 1900                                | 1911                                | 1920                                | 1930                                | 1940                                | 1950                                | 1960                                | 1970                                | 1981                                | 1991                                | 2001                                | 2011                                |
| 1 362                               | 1 409                               | 1 615                               | 1 855                               | 2 221                               | 2 371                               | 2 756                               | 3 602                               | 4 420                               | 5 413                               | 7 516                               | 9 575                               | 9 686                               | 9 930                               | 10 025                              |

## Patrimoni[calcitació]
- Torre d'Alcoforados
- Molins d'aigua
- Pont romà
- Albereda de Portugal
- Parc del rio Ferreira
- Església parroquial de Lordelo